# Helina punctifemoralis
Helina punctifemoralis este o specie de muște din genul Helina, familia Muscidae, descrisă de Wang și Feng în anul 1986. Conform Catalogue of Life specia Helina punctifemoralis nu are subspecii cunoscute.